# Ceinture de chasteté
Pour les articles homonymes, voir La Ceinture de chasteté.

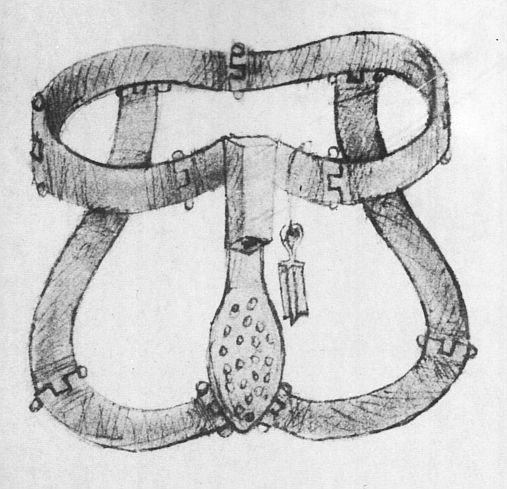
La représentation la plus ancienne de la ceinture de chasteté est un croquis dans le Bellifortis (vers 1405). La matérialité de la ceinture dessinée dans cet ouvrage reste douteuse, ce livre d'ingénierie militaire étant truffé d'objets imaginaires tels qu'un propulseur de pets et des dispositifs d'invisibilité.

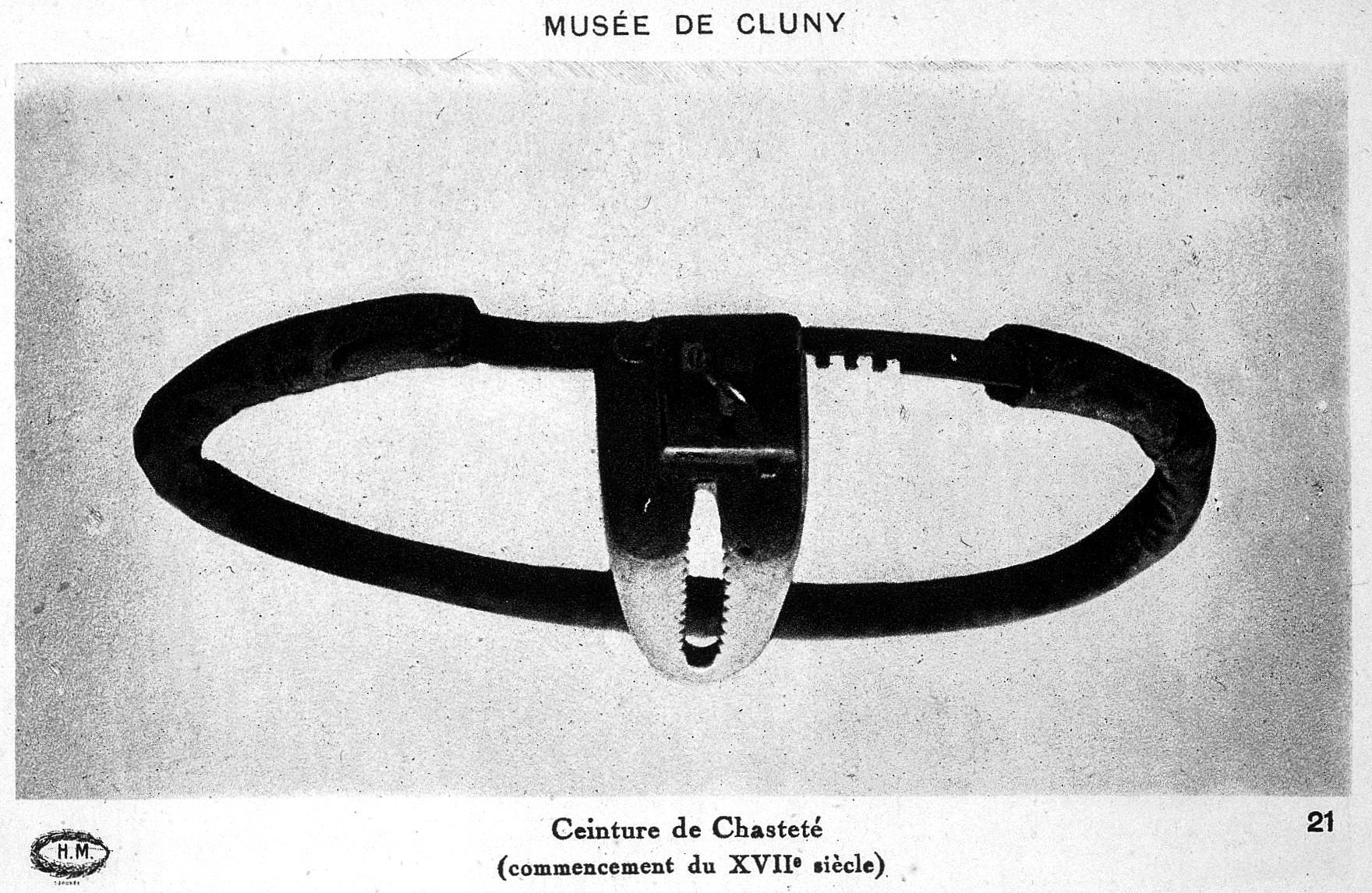
Dans son best-seller de 1969, ', le docteur décrit l'objet comme « un bikini blindé… verrouillé par un grand cadenas », comportant « une ouverture à l’avant pour uriner et une barre de métal pour séparer le vagin de la tentation » (modèle du musée de Cluny discrètement retiré de sa vitrine, depuis qu'une expertise a montré qu'il s'agissait d'un faux fabriqué au XIXe siècle).

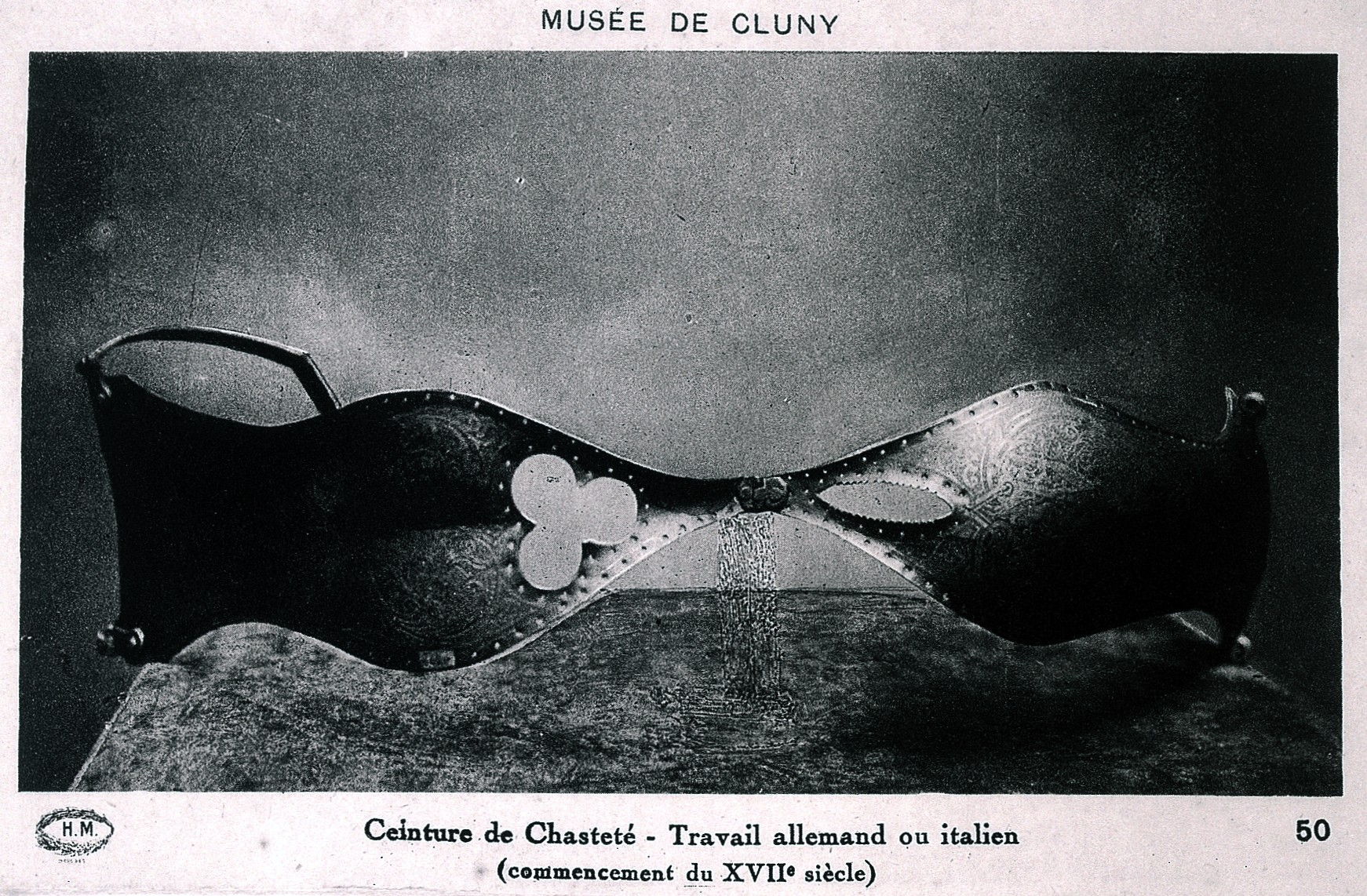
Cet autre modèle du musée de Cluny est doté de deux orifices pour la satisfaction des besoins naturels.

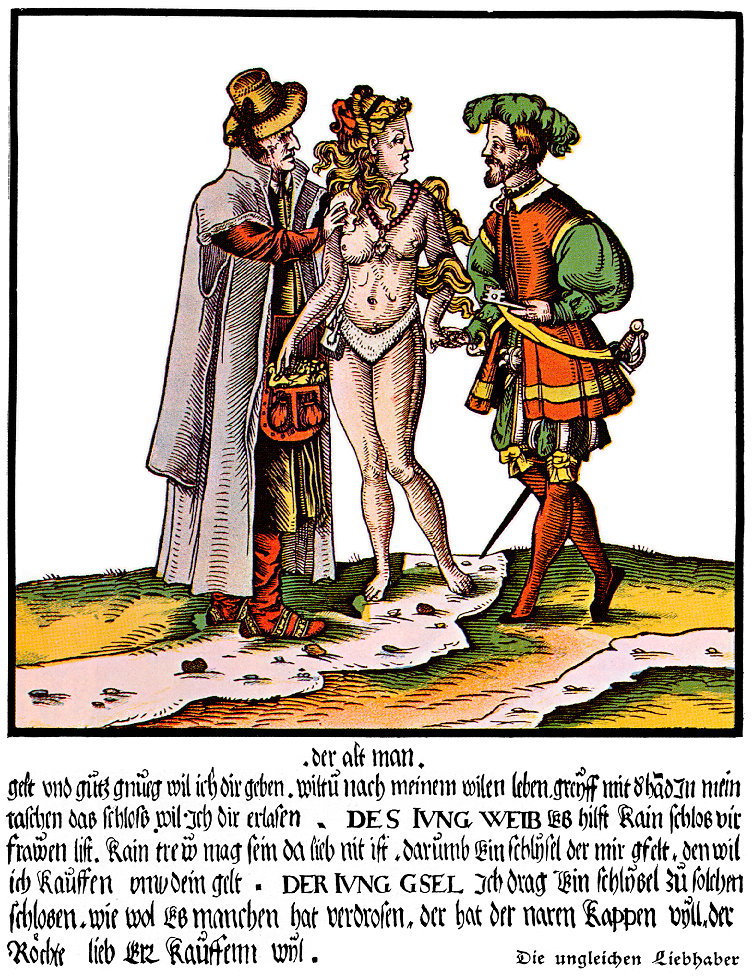
Caricature allemande représentant une jeune femme ceinturée (gravure sur bois de, exécutée vers 1540).

Une ceinture de chasteté est un dispositif conçu pour empêcher les relations sexuelles et la masturbation, qui serait apparu à la fin du Moyen Âge. Ces dispositifs sont devenus à partir du XVIIIe siècle des objets de curiosité ou sont désormais utilisés dans le cadre de pratiques BDSM. L'existence de la ceinture de chasteté médiévale est remise en question par le médiéviste et professeur Albrecht Classen.

## Histoire
Les premières références à des « ceintures de chasteté » remontent avant l’an mille, toujours exprimées en termes théologiques, métaphores qui traduisent l'idée de fidélité et de pureté. À partir du XIIe siècle, en lien avec l'essor urbain et le déséquilibre qu'y introduit l'exode rural de jeunes célibataires, certains récits et anecdotes rapportent que ce type de dispositifs aurait été utilisé par quelques maris riches et jaloux craignant l'infidélité de leurs épouses, souvent beaucoup plus jeunes qu'eux. La première description d'une ceinture de chasteté se trouve dans le Bellifortis de Konrad Kyeser, un ouvrage de la fin du XIVe siècle mais l'examen des sources consacrées à ce sujet montre qu'elles sont faibles et très peu nombreuses ; par ailleurs, les quelques travaux significatifs sur le sujet citent tous un corpus identique d’exemples et s’appuient en outre largement les uns sur les autres. Les écrivains des siècles suivants, de Rabelais et Brantôme à Voltaire, ne se privent pas de railler cet ustensile et « multiplient les historiettes où des femmes rusées parviennent à soutirer la clé à un mari jaloux pour l'offrir (et s'offrir en même temps) à leurs amants ». 
Ces récits donnent lieu à toute une imagerie populaire dans lesquelles les artistes hommes représentent la peur des maris révélant « le complexe d'infériorité sexuelle masculine typique, traduit en blague » selon Albrecht Classen. Vers la fin du XIXe siècle, époque de l'historicisme romantique et de l'engouement pour le Moyen Âge, a été inventé le concept du seigneur jaloux, affublant son épouse d'une ceinture de chasteté durant ses absences, ce qui a forgé l'image tenace selon laquelle les croisés auraient inventé ce dispositif pour s'assurer de la fidélité ou sauver la vertu de leurs épouses ou de leurs maîtresses, tandis qu'ils partaient guerroyer en Terre sainte. Des forgerons ont profité de cette mode historiciste en créant pour des musées et des spectacles de curiosité ce type d'instrument de torture censé évoquer l'Âge sombre médiéval, en particulier dans l'Angleterre victorienne qui a un goût prononcé pour les objets gothiques salaces.
L'origine médiévale de l'utilisation de telles « ceintures » est remise en question par Albrecht Classen, professeur au département d’études allemandes de l’Université d’Arizona qui a analysé ce qui a pu être écrit sur le sujet – des textes généralement allégoriques ou satiriques – afin de « mettre définitivement fin à ce mythe ». Ainsi, les ceintures de chasteté, faites en métal et utilisées pour garantir la fidélité féminine n’auraient jamais existé au Moyen Âge. Si leur origine semble italienne vers le XVe siècle et assez bien documentée (appelées « ceintures de Vénus », ou « ceintures florentines »), elles sont vraisemblablement créées, de manière très anecdotiques, dans les cités telles que Florence, Milan, Rome ou Venise, leurs fonctions restent mystérieuses : protection contre le viol ? Jeu érotique ? Instrument de torture ? Les exemplaires parfois présentés dans des musées ne seraient que des objets fantaisistes qui se réfèrent à un passé imaginaire, fabriqués au XVIIIe ou au XIXe siècle comme objets de curiosité ou de plaisanterie. Ces dispositifs sont utilisés lors des pratiques de BDSM.

## Dans la culture
La littérature et les arts visuels se sont emparés de cet engin pour nourrir leurs récits et leurs représentations d’un Moyen-Âge quelque peu fantasmé. Ainsi, dans le registre comique et érotique au cinéma et à la télévision, il y a : 
Les films italiens La ceinture de chasteté (1950) de Camillio Mastrocinque et La ceinture de chasteté (1967) de Pasquale Festa Campanile. 
La Ceinture de chasteté (1989), film pornographique français de Michel Ricaud.  
Tout ce que vous avez toujours voulu savoir sur le sexe sans jamais oser le demander (1972) de Woody Allen: une séquence se déroule au Moyen Âge, où le fou du roi cherche à ouvrir la ceinture de chasteté de la reine. 
Sacré Robin des Bois (1993) de Mel Brooks: Marianne porte une ceinture de chasteté et ne peut être déflorée ni par le shérif de Rottengham, ni par Robin. 
La série Kaamelott, (2005-2009) livre 1, tome 2, épisode 3 «Le Secret de Lancelot»: l’intrigue principale tourne autour du fait qu’Arthur souhaite imposer un ceinture de chasteté à Genièvre pendant son absence. 

## Galerie

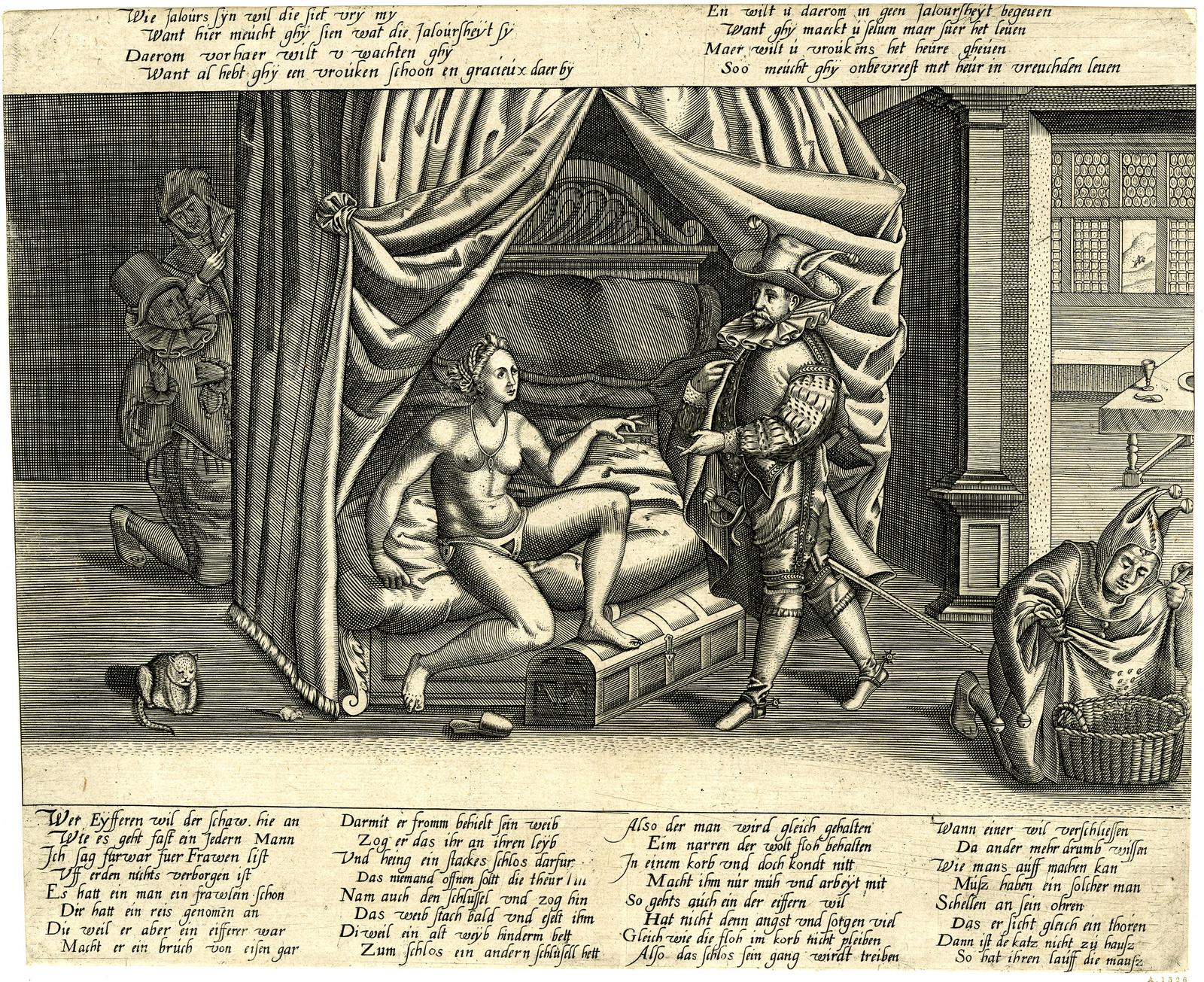
Caricature satirique allemande du XVIe siècle montant l'inefficacité de la ceinture[11].
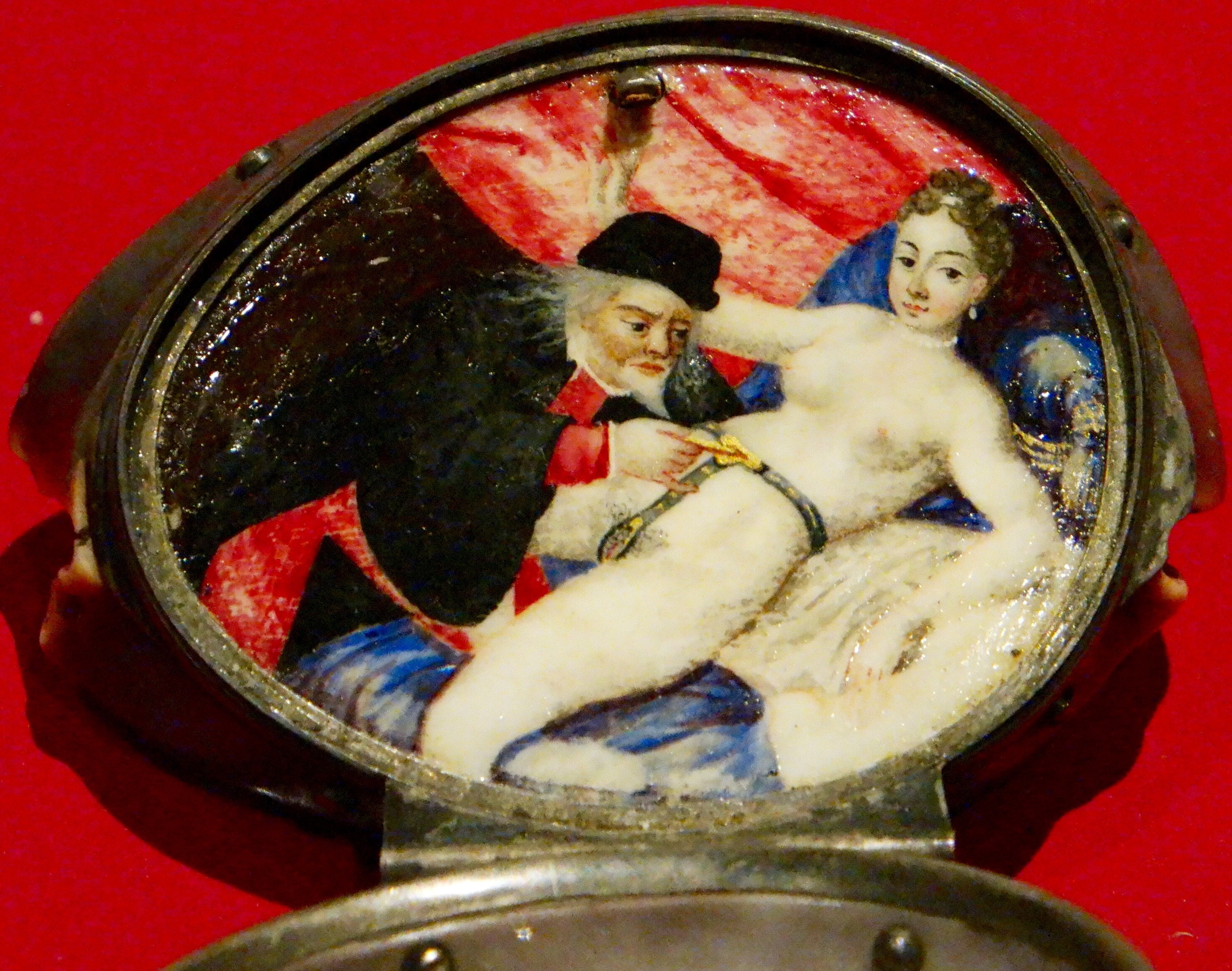
Médaillon représentant une scène érotique.
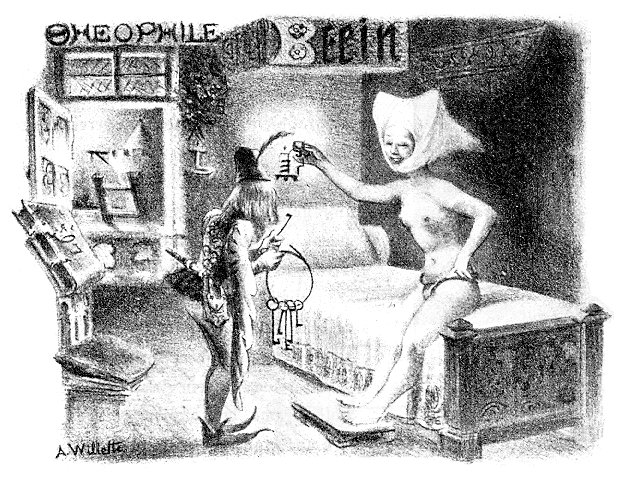
Caricature d'Adolphe Léon Willette (vers 1890-1900).